# Estación de Baza
Baza fue una estación de ferrocarril situada en el municipio español de Baza, en la provincia de Granada, perteneciente al desaparecido ferrocarril Murcia-Granada. La estación, que originalmente fue punto de encuentro de las líneas Lorca-Baza y Baza-Guadix, llegó a disponer de unas importantes instalaciones ferroviarias. Estuvo operativa entre 1894 y 1985, siendo clausurada en este último año junto a buena parte de la sección Guadix-Almendricos.

## Historia
La estación fue inaugurada en diciembre de 1894 tras la finalización del tramo Serón-Baza de la línea Lorca-Baza, cuyas obras corrieron a cargo de la británica Great Southern of Spain Railway Company. Años después otra compañía de capital británico puso en marcha la construcción de otra línea que enlazaría Baza con Guadix, la cual entró en servicio en 1907.
Desde ese momento Baza se convirtió en una estación pasante del eje ferroviario que comunicaba Granada con Murcia. En 1941, tras la nacionalización de los ferrocarriles de ancho ibérico, las instalaciones pasaron a formar parte de la recién creada RENFE. En 1984 el Ministerio de Transportes y RENFE acordaron el cierre de aquellas líneas férreas consideradas altamente deficitarias, entre las que se encontraba el ferrocarril del Almanzora. El 31 de diciembre de 1984 pasó el último tren por Serón. Al día siguiente se clausuró al tráfico el trazado Guadix-Almendricos, lo que también supuso la clausura de la estación.